# Casa Perry Belmont
La Casa Perry Belmont, a veces conocida como el Templo Internacional de la Orden de la Estrella del Este, es una casa situada en Washington D. C. (Estados Unidos). Es la sede mundial del Gran Capítulo General de la Orden de la Estrella del Este, uno de varias organizaciones afiliadas a la masonería. El edificio está ubicado en 1618 New Hampshire Avenue, noroeste en el vecindario Dupont Circle Se agregó al Registro Nacional de Lugares Históricos el 8 de mayo de 1973.

## Historia
El edificio, de estilo Beaux-Arts, fue construido entre 1907 y 1909 para Perry Belmont, hijo de August Belmont y nieto de Matthew C. Perry. El terreno trapezoidal se compró por 90 000 de dólares y la construcción costó 1,5 millones dólares Perry Belmont se desempeñó como congresista de los Estados Unidos desde Nueva York y más tarde como embajador de los Estados Unidos en España. El arquitecto francés Ernest-Paul Sanson diseñó el edificio, habiendo construido varios castillos en Europa ; el arquitecto de la construcción en el lugar fue Horace Trumbauer.
La casa toma la forma de un pabellón independiente de estilo francés, con una sola planta articulada con esbeltas pilastras jónicas sobre un sótano rusticado en canal. Una balaustrada con urnas de piedra enmascara un discreto ático abuhardillado. En los interiores, Sanson utilizó accesorios de hierro forjado de Francia, madera de Alemania y mármol de Italia. Durante la vida de Belmont, la casa se usó solo durante los meses de invierno, cuando Belmont organizaba lujosas fiestas a las que invitaba a los famosos y a los ricos de Washington.
En 1919  Eduardo VIII del Reino Unido fue invitado de los Belmont (a petición del presidente Woodrow Wilson); allí entregó medallas a varios soldados estadounidenses a quienes Gran Bretaña deseaba honrar por su papel en la Primera Guerra Mundial.
Los Belmont continuaron usando el edificio hasta 1925. A partir de la década de 1920, los Belmont pasaron cada vez más tiempo fuera de Washington, y la casa estuvo suspendida durante casi una década. Perry Belmont, un francmasón, vendió el edificio al Gran Capítulo General de la Orden de la Estrella del Este en 1935 por 100 000 dólares, con la condición de que el Digno Gran Secretario viviera en el edificio.
El 8 de mayo de 1973, la Casa Belmont se agregó al Registro Nacional de Lugares Históricos. El edificio fue designado propiedad que contribuye al Distrito Histórico de Dupont Circle en 1978.  El valor de la propiedad de 2009 de Belmont House fue de 7 475 100 dólares.

## Uso actual
El edificio sirve como sede del Gran Capítulo General de la Orden de la Estrella del Este. El gran secretario y su cónyuge viven en el inmueble. Los recorridos se organizan con cita previa. Se exhiben artículos de la era Belmont de la mansión, así como artículos enviados a la sede como obsequios de capítulos de todo el mundo. En el comedor veneciano, cinco pinturas del techo representan a las cinco heroínas de la Orden. Hay 37 pinturas al óleo y varios jarrones Tiffany. La pantalla de madera de teca de cuatro pliegues japoneses fue un regalo del emperador de Japón a Perry Belmont

## Galería

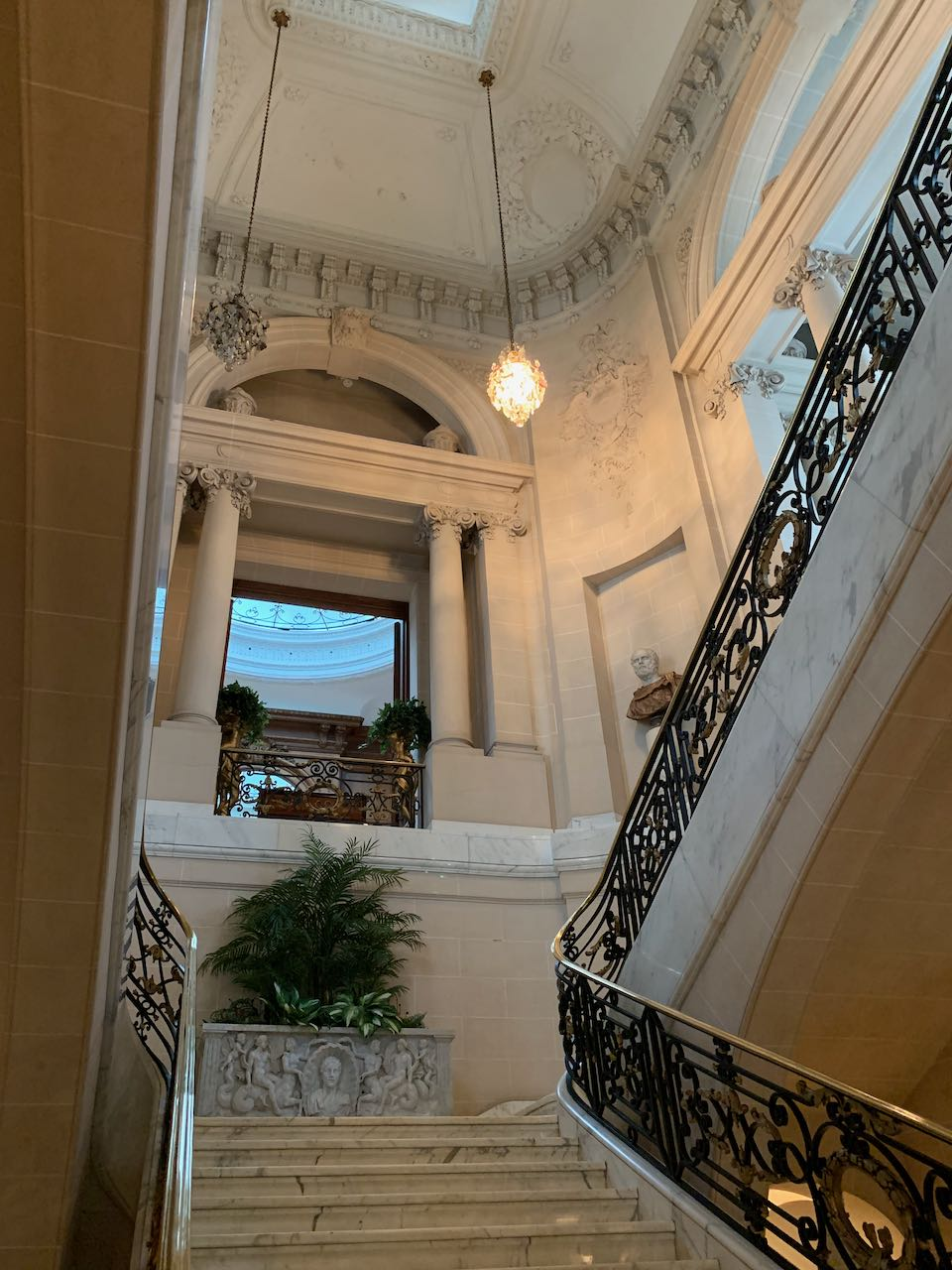
La gran escalera
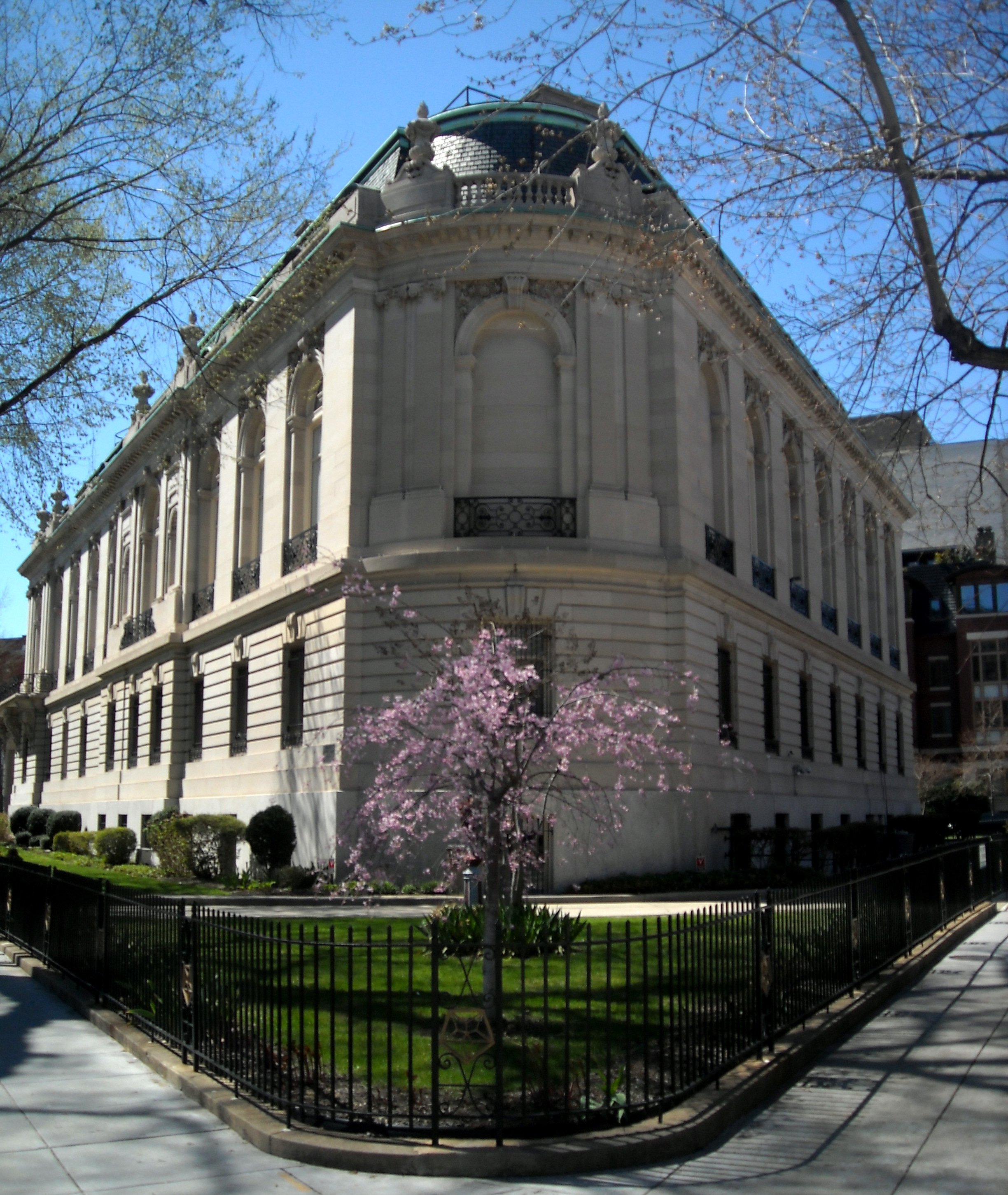
Esquina noreste
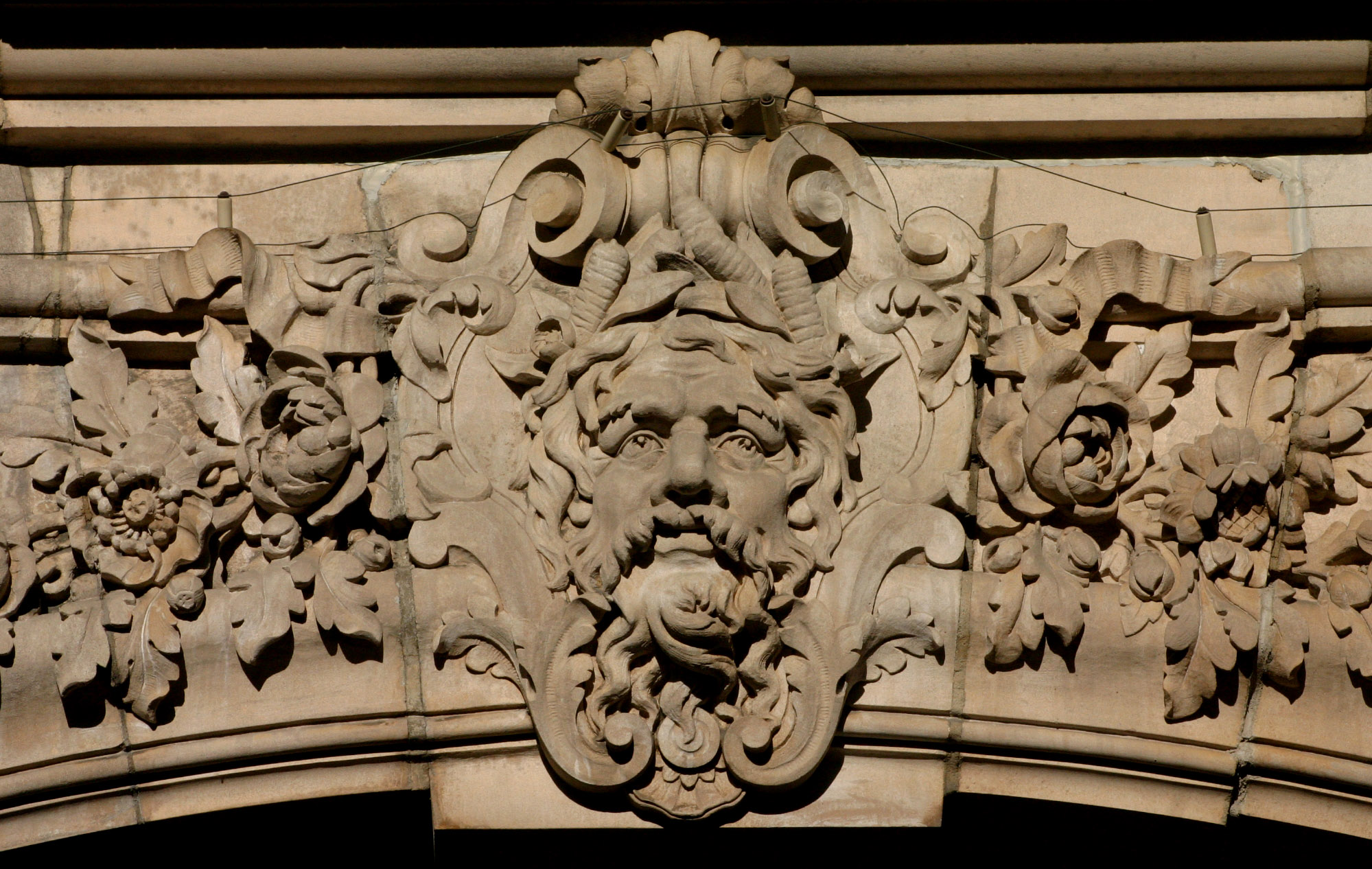
Relieve
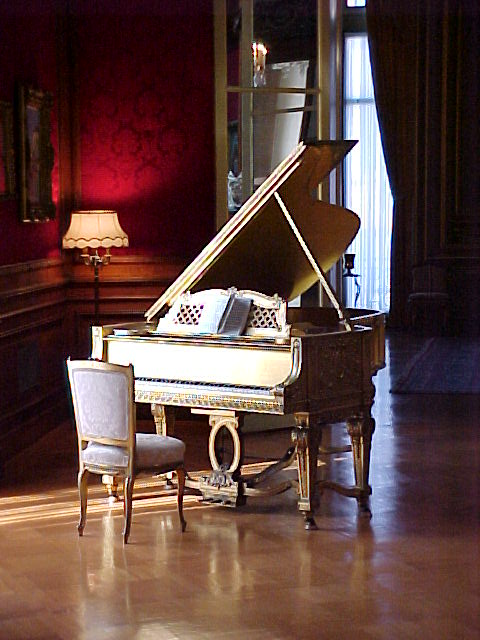
Piano de August Belmont